# Серапион
Серапио́н, также Серафио́н — мужское русское личное имя греческого происхождения; восходит к др.-греч. Σεραπίων — «служитель культа Сераписа», божества эллинистического Египта (см. Серапеум — греч. Σεραπείον); Серапис (Σέραπις) отождествлялся в древнеримской мифологии с Юпитером, поэтому «Серапис» — также один из эпитетов верховного бога древнеримского пантеона. Имя Серапион использовалось в качестве агномена (имени-прозвища) в Древнем Риме ещё во II веке до н. э. (см. например, Публий Корнелий Сципион Назика Серапион).
Народные и разговорные формы: Серпио́н, Сарафо́н, Серафо́нт, Скорпио́н.
В христианском именослове имя Серапион соотносится с несколькими раннехристианскими святыми, среди которых — мученики Серапион Римский (II век), Серапион Александрийский (III век), преподобный Серапион Синдонит (V век) и другие.
В православной традиции почитаются преподобные Серапион Новгородский и Серапион Псковский. На Руси имя Серапион имело некоторое распространение, о чём свидетельствуют фамилии, образованные от различных форм имени: Серапионов, Серпионов, Сарафонов, Серафонтов и другие. Однако, начиная с XIX века, имя стало преимущественно монашеским, в среде мирян практически вышло из употребления. В статистических сведениях использования имён у новорождённых в 1961 году, собранных В. А. Никоновым по 9 областям центральной России, имя не встретилось ни разу. По данным А. В. Суперанской и А. В. Сусловой, в конце 1980-х годов в Ленинграде имя употреблялось для наречения новорождённых в единичных случаях и отнесено к категории очень редких имён.

## Именины
Православные именины (даты приводятся по григорианскому календарю):
- 13 февраля
- 5 марта, 23 марта, 29 марта
- 20 апреля
- 27 мая, 28 мая
- 6 июня
- 10 июля, 25 июля, 26 июля
- 25 августа 31 августа
- 6 сентября, 20 сентября, 26 сентября
- 11 ноября

Для имени Серафион:
- 13 февраля, 23 марта